# Gonioscelis cuthbertsoni
Gonioscelis cuthbertsoni là một loài ruồi trong họ Asilidae. Gonioscelis cuthbertsoni được Londt miêu tả năm 2004. Loài này phân bố ở vùng nhiệt đới châu Phi.